# Valeriana urticifolia
Valeriana urticifolia är en kaprifolväxtart som beskrevs av Carl Sigismund Kunth. Valeriana urticifolia ingår i släktet vänderötter, och familjen kaprifolväxter. Utöver nominatformen finns också underarten V. u. scorpioides.